# Чагай (округ)
Чагай (урду ضلع چاغی‎, англ. Chagai District) — один из 30 округов пакистанской провинции Белуджистан, и самый большой из них. Округ известен за проведенное здесь первое ядерное испытание Пакистана в 1998 году, ставшее известным на весь мир и вызвавшее неоднозначную международную реакцию. Административным центром округа является город Чагай.

## География
Площадь округа — 50 545 км². На севере граничит с территорией Афганистана, на востоке — с округом Нушки, на юге — с округом Вашук, на западе с территорией Ирана.

## Административно-территориальное деление
Округ делится на три техсила :
- Чагай
- Саиндак
- Тафтан

и 19 союзных советов.

## Население
По данным переписи 1998 года, население округа составляло 202 564 человек, из которых мужчины составляли 53,68 %, женщины — соответственно 46,32 %. На 1998 год уровень грамотности населения (от 10 лет и старше) составлял 27,0 %. Средняя плотность населения — 4,0 чел./км².